# Pi Piscium
Pi Piscium (π Piscium, förkortat Pi Psc, π Psc), som är stjärnans Bayerbeteckning, är en stjärna belägen i östra delen av stjärnbilden Fiskarna. Den har en skenbar magnitud på 5,60  och är svagt synlig för blotta ögat där ljusföroreningar inte förekommer. Den befinner sig på ett avstånd av ca 114 ljusår (ca 35 parsek) från solen.

## Egenskaper
Pi Piscium är en  variabel blå till vit stjärna i huvudserien av spektralklass F0V och har en yttemperatur mellan ca 6 000 och 7 500 K. Den har en något högre ytemperatur än solen och har en ca 20 gånger större radie och 96 gånger större utstrålning av energi. Den har en rotationshastighet på cirka 96 kilometer per sekund vid dess ekvator.